# Castillo de Pendragon

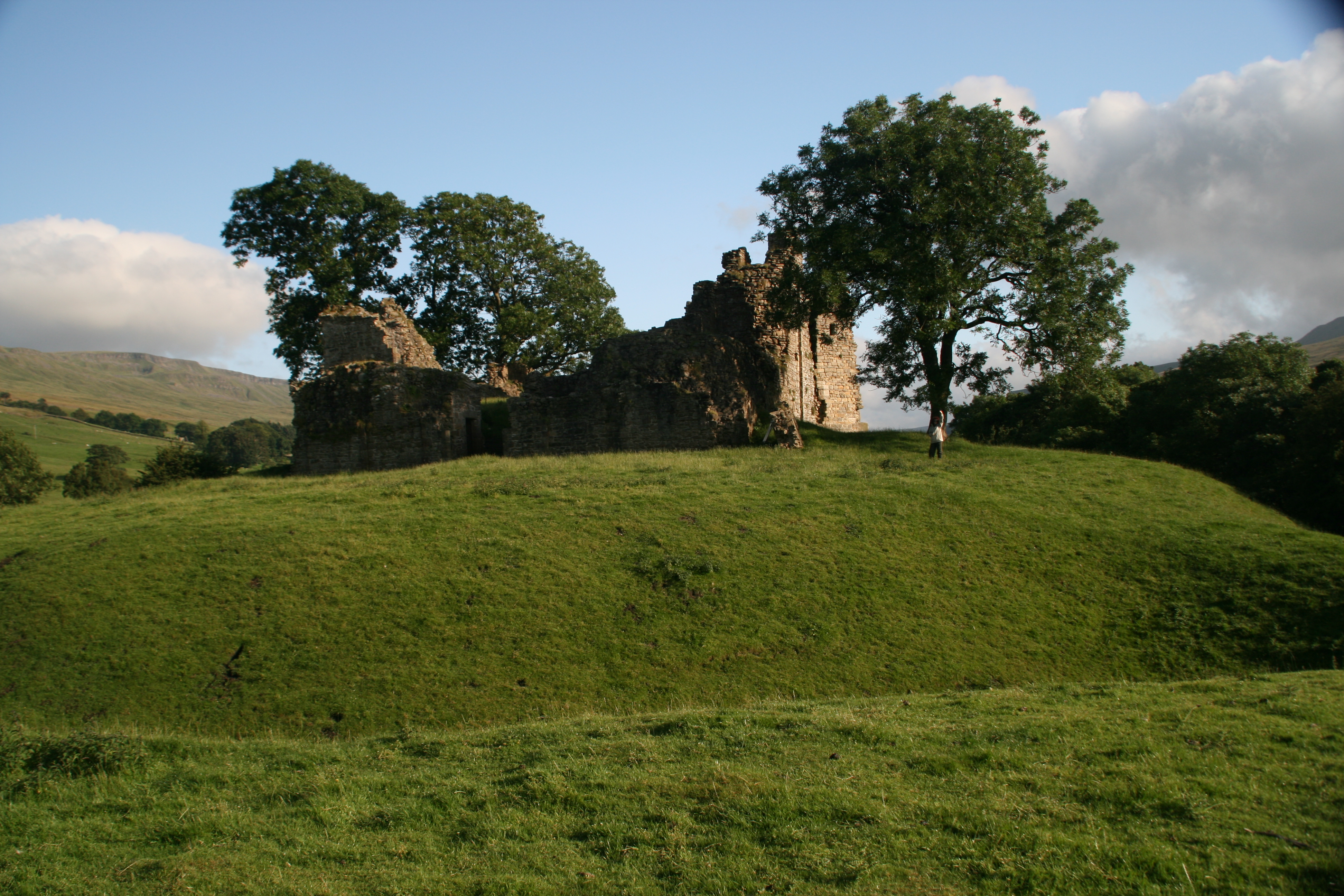
Vista general del castillo y el foso.

El castillo de Pendragon es una ruina localizada en el valle Mallerstang, Cumbria, al sur de Kirkby Stephen, y próximo al villorrio de Outhgill, Está ubicado en un montículo con vistas hacia una curva en el río Eden, a la colina de Wild Boar Fell al suroeste y a la sierra de Mallerstang al este. Es un edificio catalogado como grado I por el English Heritage.

## Leyenda

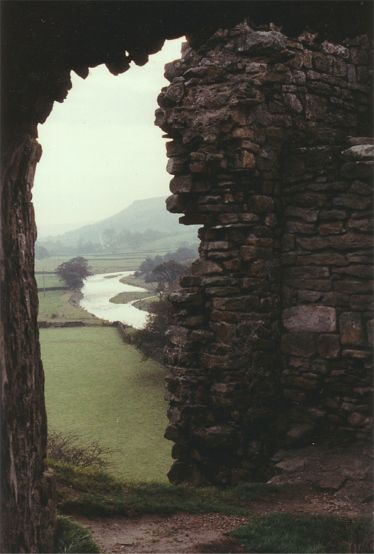
Castillo de Pendragon. Vista sobre el Río Eden.

Según leyenda, el castillo fue construido por Uther Pendragon, padre del rey Arturo, de quién se ha dicho que intentó infructuosamente desviar el río para proveer de agua a su foso. Uther (si es que fue una persona real) era posiblemente un jefe del siglo V quien dirigió resistencia a los invasores anglosajones.
Según otra leyenda local, Uther y muchos de sus hombres murieron aquí cuando los sajones envenenaron el pozo (pero otras leyendas dan St Albans como la ubicación de su muerte). 

## Historia

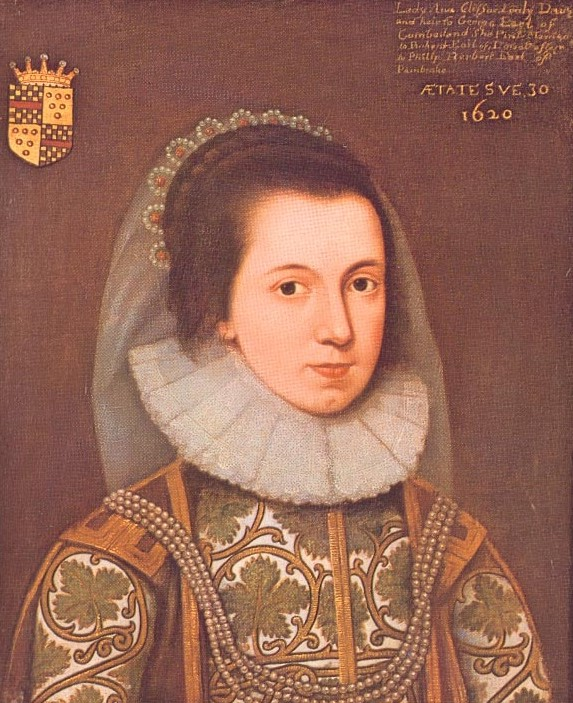
Lady Anne Clifford

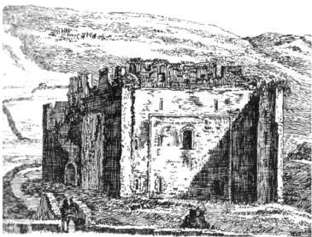
Castillo de Pendragon, ca 1740.

A pesar de la leyenda —y del descubrimiento de una moneda romana— no hay ninguna evidencia de cualquier uso pre-normando de este sitio. El castillo fue construido en el siglo XII, durante el reinado del rey Guillermo II, por Ranulph de Meschines. Contiene los restos de una torre del homenaje normanda, con la adición tardía en el siglo XIV de una torreta para servicios y algunos ampliaciones del siglo XVII.
Uno de sus dueños más notables fue Sir Hugo de Morville, Señor de Westmorland —uno de los cuatro caballeros que asesinaron a Santo Tomás Becket en 1170. Una cumbre en la sierra de Mallerstang lo recuerda con su nombre Hugh Seat. Otra dueña fue Lady Idonea de Veteripont quien, después de la muerte de su marido Roger de Lilburn, vivió el resto de su vida en el castillo, hasta su muerte en 1334. Lady Idonea fundó la iglesia de St. Mary en el poblado cercano de Outhgill, en 1311 aproximadamente, y que fue restaurada en 1663 por Lady Anne Clifford.
El castillo fue atacado por invasores escoceses en 1342 y otra vez en 1541. Después del último ataque quedó convertido en una ruina hasta que pasó a las manos de Lady Anne Clifford, quien lo reconstruyó en 1660, también añadiendo una cervecería, una panadería, establos y un lugar para los carruajes. Fue uno sus castillos favoritos hasta su muerte en 1676, a la edad de 86 años.
El sucesor de Lady Anne, el conde de Thanet, no hizo ningún uso del castillo y sacó toda cosa de valor de él, incluyendo partes del techo. Hacia el 1770 la mayoría del edificio por encima del segundo piso había colapsado, y desde entonces gradualmente se fue deteriorando hasta devenir en ruina romántica.
En años recientes algunos escombros han sido quitados y se han consolidado las paredes. Una investigación arqueológica ha sido llevada a cabo por la unidad Arqueológica Universitaria de la Universidad de Lancaster, y fue publicada en 1996.
El castillo es de propiedad privada. El acceso es público para el exterior del edificio. En la actualidad el castillo forma parte del circuito turístico denominado Lady Anne's Way.